# Chiesa di San Giacomo (Venezia, Giudecca)
La chiesa di San Giacomo con l'annesso convento era un complesso di edifici religiosi situati a Venezia, nell'isola della Giudecca alla destra della basilica del Redentore.

## Storia
La chiesa fu fondata a seguito del testamento del 1338 di Marsilio da Carrara che, grato alla Repubblica di Venezia per l'aiuto a riconquistare la signoria di Padova, disponeva la costruzione nella città lagunare di un tempio dedicato alla Beata Vergine. L'istituzione fu posta sotto il giuspatronato del doge che, come previsto dal lascito, affidò chiesa e convento ai Servi di Maria i quali avevano da poco eretto un'altra grande chiesa a Cannaregio. Le edificazioni terminarono nel 1343 e la chiesa fu consacrata nel 1371 col titolo di Santa Maria Novella. Tuttavia essendo stata costruita dov'era l'oratorio di un'antica scuola di Battuti intitolato a san Giacomo presto se ne cambiò il nome. Nel 1518 furono assegnate ai Serviti della Giudecca la maggior parte delle rendite del convento di Bagnoli, cosa che consentì di ampliare le strutture conventuali. Più tardi, per volontà del priore Gabriele Dardano, venne deciso di abbattere la vecchia chiesa gotica e ricostruirla ex novo. Probabilmente una spinta a tale scelta fu dovuto alla costruzione tra il 1577 ed il 1592 della chiesa del Redentore, edificio che sovrastava di gran lunga quello di San Giacomo fino a quel tempo la chiesa più grande della Giudecca. 

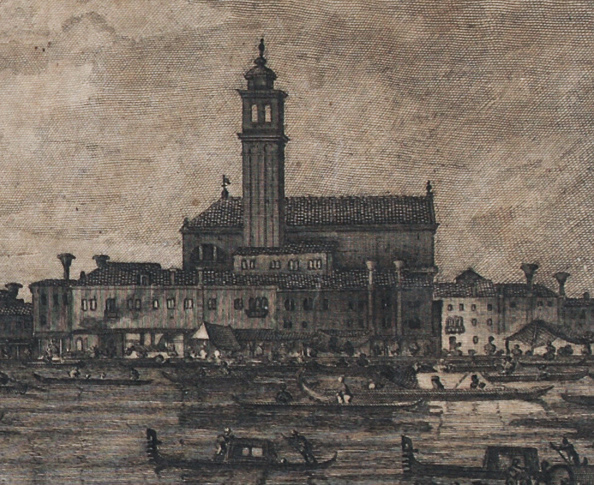
Giambattista Brustolon, Festa notturna del Redentore (particolare), 1736, acquaforte, Venezia, Museo Correr

La ricostruzione, iniziata nel 1603, durò a lungo, con interventi anche saltuari, tanto che Giustiniano Martinioni, nel suo aggiornamento della Venetia città nobilissima et singolare del Sansovino, nel 1663 la descrive come rifatta da non molto. È da notare che l'Interdetto del 1606 non fu una delle cause d'interruzione poiché, a differenza degli altri ordini religiosi che si ritirarono da Venezia, i serviti rimasero fedeli alla repubblica quanto il clero secolare. Nello stesso periodo fu eretta anche la torre campanaria fino ad allora assente.
Nel 1806 il convento fu soppresso e l'edificio incamerato dal demanio. I frati vennero concentrati in Santa Maria dei Servi a Cannaregio fino al definitivo scioglimento degli ordini religiosi nel 1809.
La chiesa fu spogliata di tutte le opere d'arte: dagli arredi sacri, agli stalli, ai quadri, agli altari fino ai marmi del pavimento, per lo più venduti al miglior offerente quando non destinati alla corona o a qualche ufficio governativo.
Il nuovo proprietario del fondo, che voleva costruirvi una fornace, presentò una supplica nel 1820 per demolire quanto restava del convento, della chiesa e del campanile – sebbene nel 1818 fosse stata già stata decretata la demolizione di quest'ultimo – e conservare soltanto il piccolo edificio della Scoletta di San Giacomo. Nonostante le insistenze nel 1832 erano ancora in loco – sebbene a terra – le colonne in marmo rosso "mandorlato" dI Verona del presbiterio con i loro elaborati capitelli e soltanto nel 1837 avvenne il definitivo atterramento dell'ormai rudere.
A fine Ottocento l'area fu parzialmente occupata dal monastero della Trinità delle Clarisse che vi costruirono anche una piccola chiesa. Quel che rimaneva del vecchio convento fu acquisito ad un'asta del demanio e riunito alle nuove costruzioni della religiose.

## Descrizione
A documentare la prima chiesa gotica rimane significativa la mappa prospettica del de' Barbari. La vediamo disposta con l'abside a oriente e il fianco parallelo al canale della Giudecca. La facciata era rivolta verso il campo che porta ancora il suo nome. Lo stile era gotico, come denunciate dalle alte finestre absidali, mentre il tetto a capanna fa pensare alla struttura a unica navata da cui sporgeva una cappella laterale. All'altezza del presbiterio si elevava un leggero campanile a vela. Era affiancata dal più ampio convento costruito attorno a un chiostro formato da colonne o pilastri semplicemente architravati. Il resto delle proprietà del convento si estendeva a sud, fino alla laguna, condotto ad orto.

Invece il fianco della chiesa seicentesca appare marginalmente in diverse vedute, tutte in verità interessate mostrare principalmente la basilica del Redentore. Tra queste quella che si può considerare più precisa è nell'incisione di Giambattista Brustolon Festa notturna del Redentore che la rappresenta in modo tutto sommato abbastanza simile a quella nell'approssimativo dipinto di Joseph Heinz il Giovane con la Processione del Redentore. Piuttosto simile appare anche in due opere del Canaletto, al solito piuttosto incisivo, ma in cui la visione è solo parziale o da molto lontano. A completarne più precisamente l'immagine rimangono anche due gruppi di rilievi della chiesa di San Giacomo disegnati Antonio Visentini. 

Antonio Visentini, Rilievi della chiesa di San Giacomo, 1730/1740
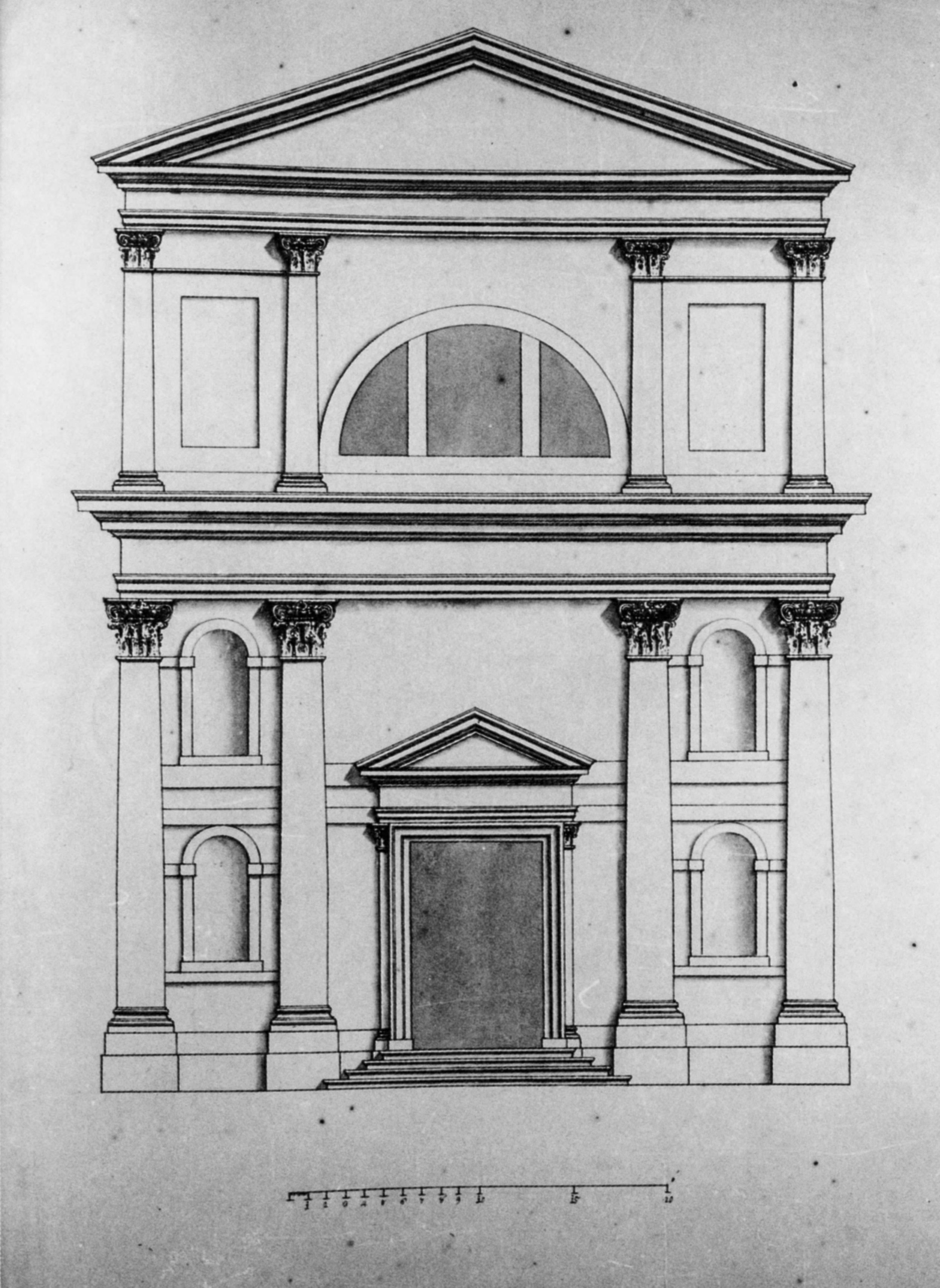
Rilievo della facciata, Londra, Courtould Institute of Art.
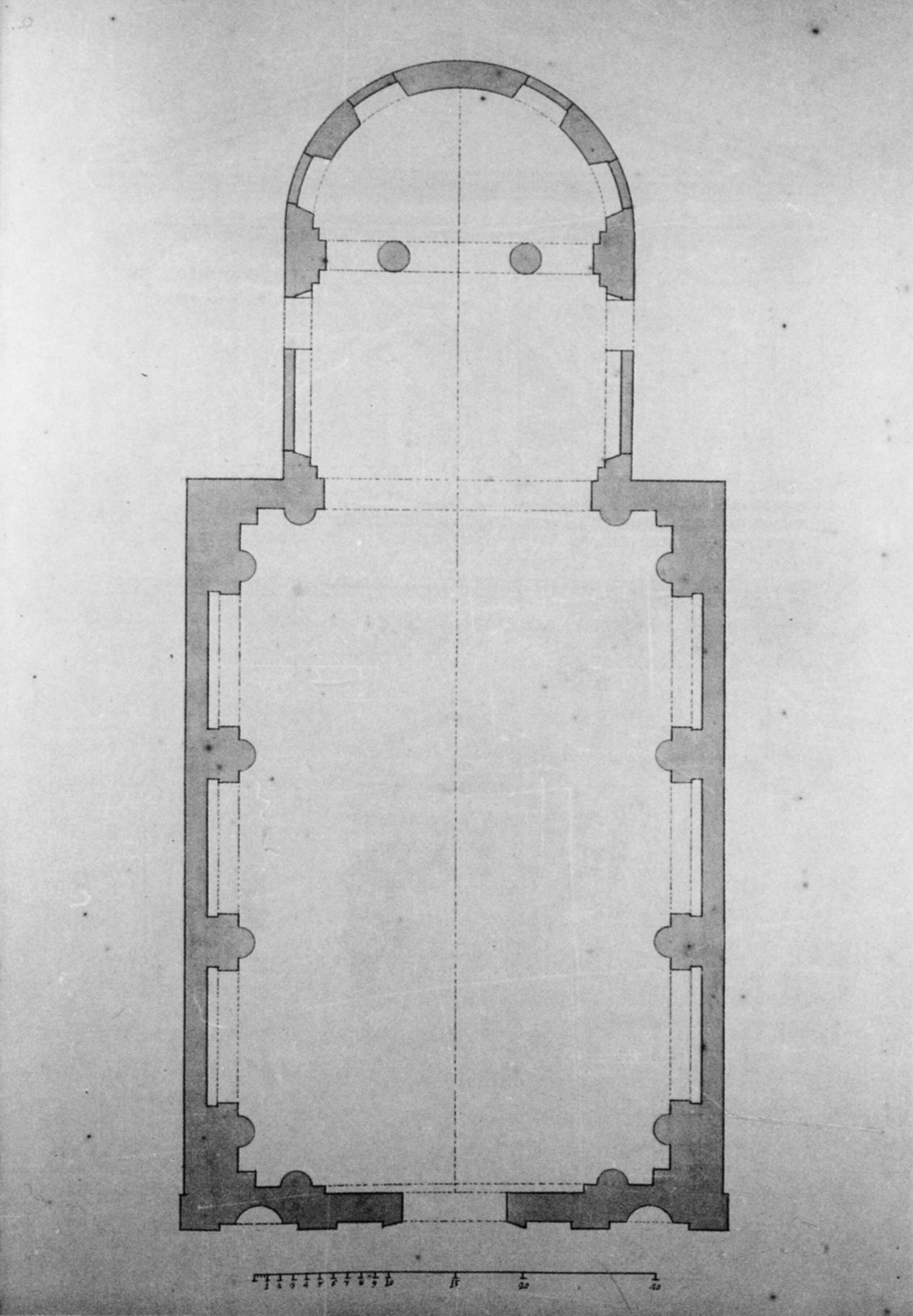
Rilievo della pianta, Londra, Courtould Institute of Art.
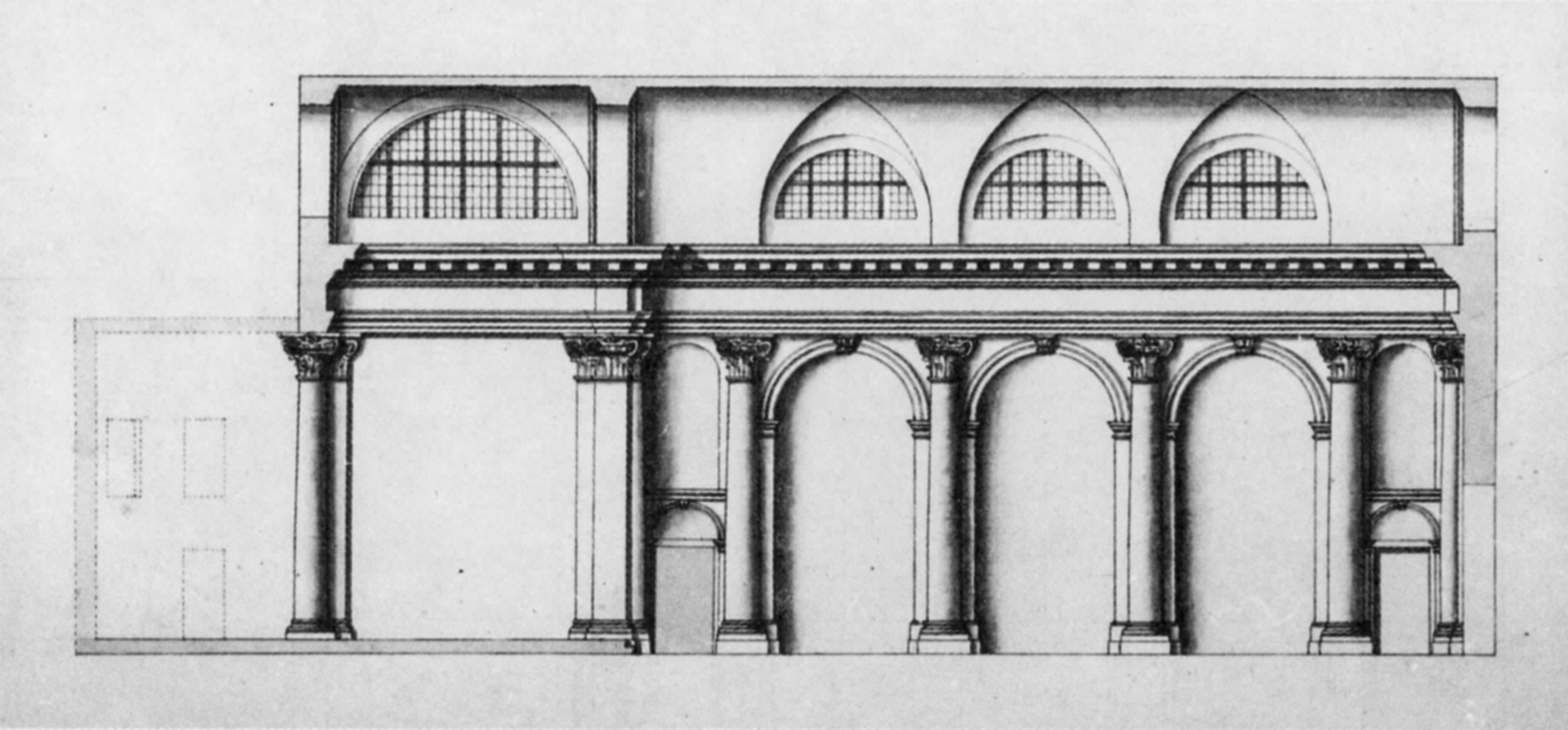
Rilievo sezione longitudinale, Londra, Royal Institute of British Architects.
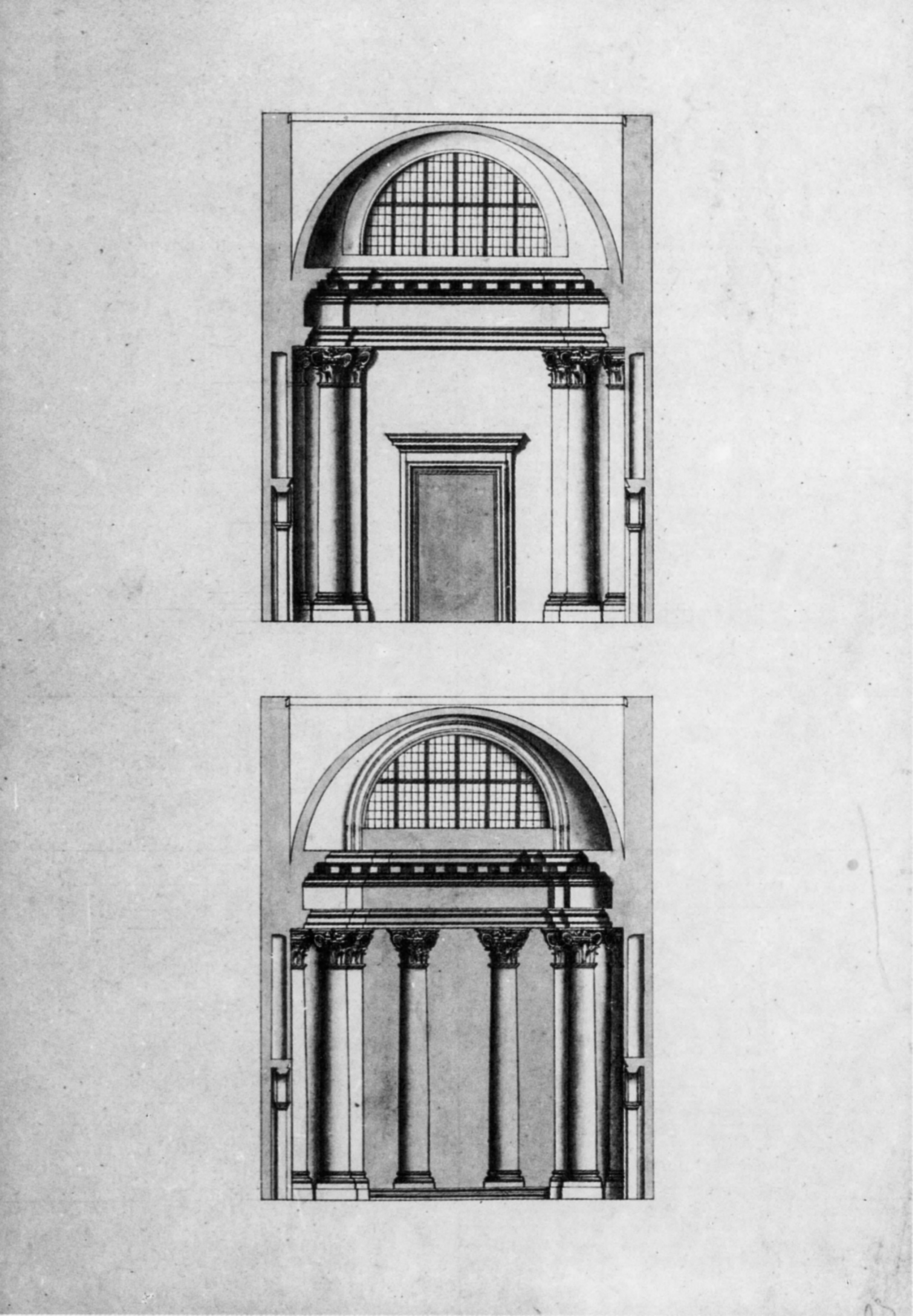
Sezioni trasversali, Londra, Royal Institute of British Architects.
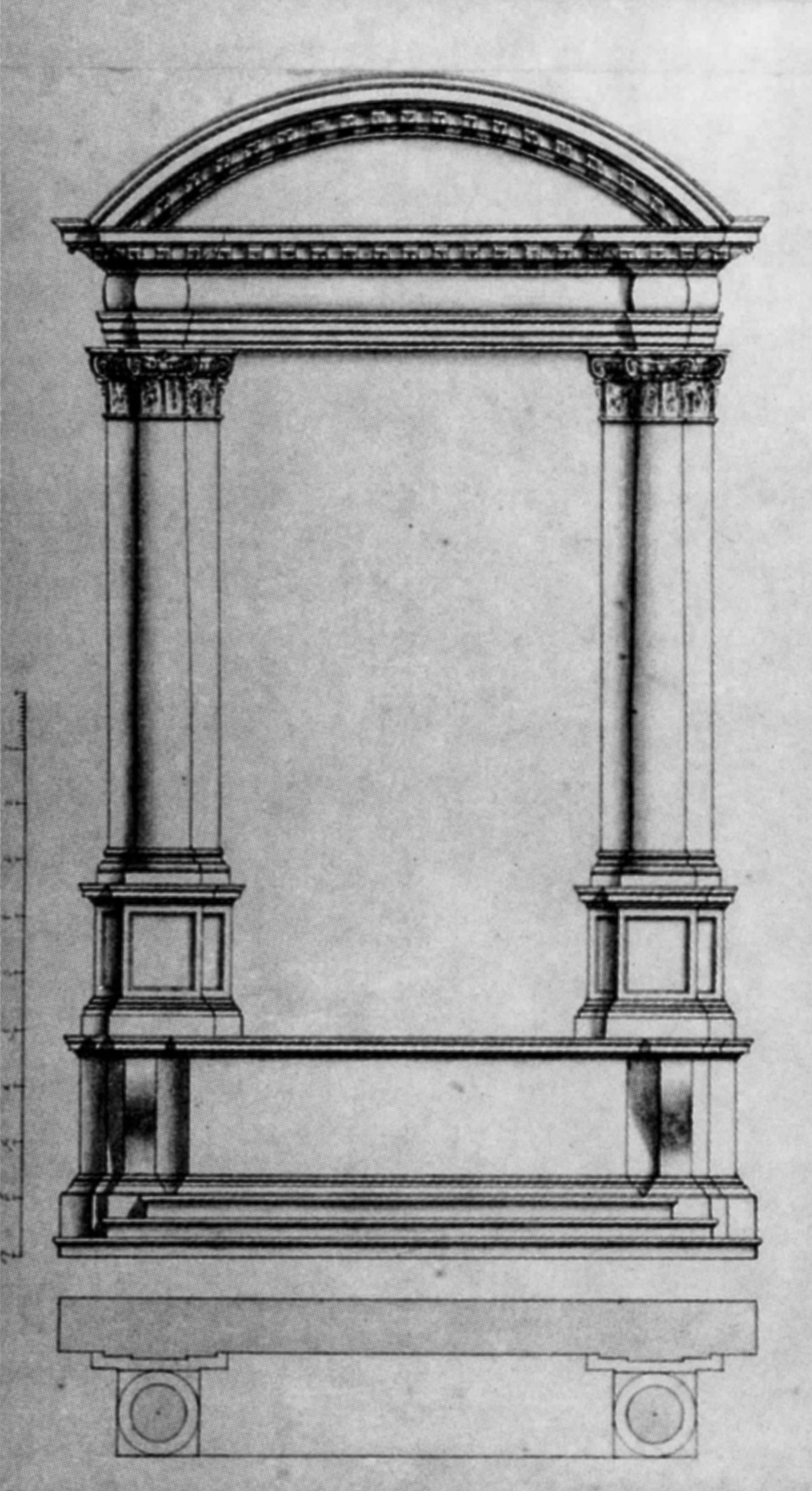
Rilievo di un altare, Londra, Courtould Institute of Art.

In questi disegni è possibile conoscere anche la struttura della facciata, nettamente impregnata dalla cultura palladiana e ispirata da quella, poco prima realizzata, delle vicine Zitelle. Se l'andamento della chiesa rimase invariato e anche parzialmente lo sviluppo planimetrico, l'interno fu concepito per sostituire alla penombra gotica una nuova luminosità grazie alle dieci finestre termali: tre grandi attorno al presbiterio, più un'altra in facciata e sei più piccole ai lati della navata, in corrispondenza delle nicchie per gli altari laterali ritmate dalle grandi arcate. Il coro dei frati, ribassato per l'altezza di una finestra, era diviso dall'altare maggiore da due colonne in marmo rosso dI Verona, della particolare varietà con macchie chiare a forma di mandorla. Tutti i piedritti maggiori, colonne, semicolonne, e pilastri, erano coronati da sfarzosi capitelli compositi. Gli altari laterali appaiono coronati da un timpano centinato, sempre con sobrietà palladiana. Manca invece un rilievo dell'altar maggiore che dai resoconti di Edwrds sappiamo affiancato da due statue di angeli. L'altar maggiore risulta venduto assieme ad un'acquasantiera a un conte Panciera di Zoppola, non è noto con quale destinazione, quattro degli altari laterali, forse assieme all'organo, andarono alla parrocchia di Pederobba,

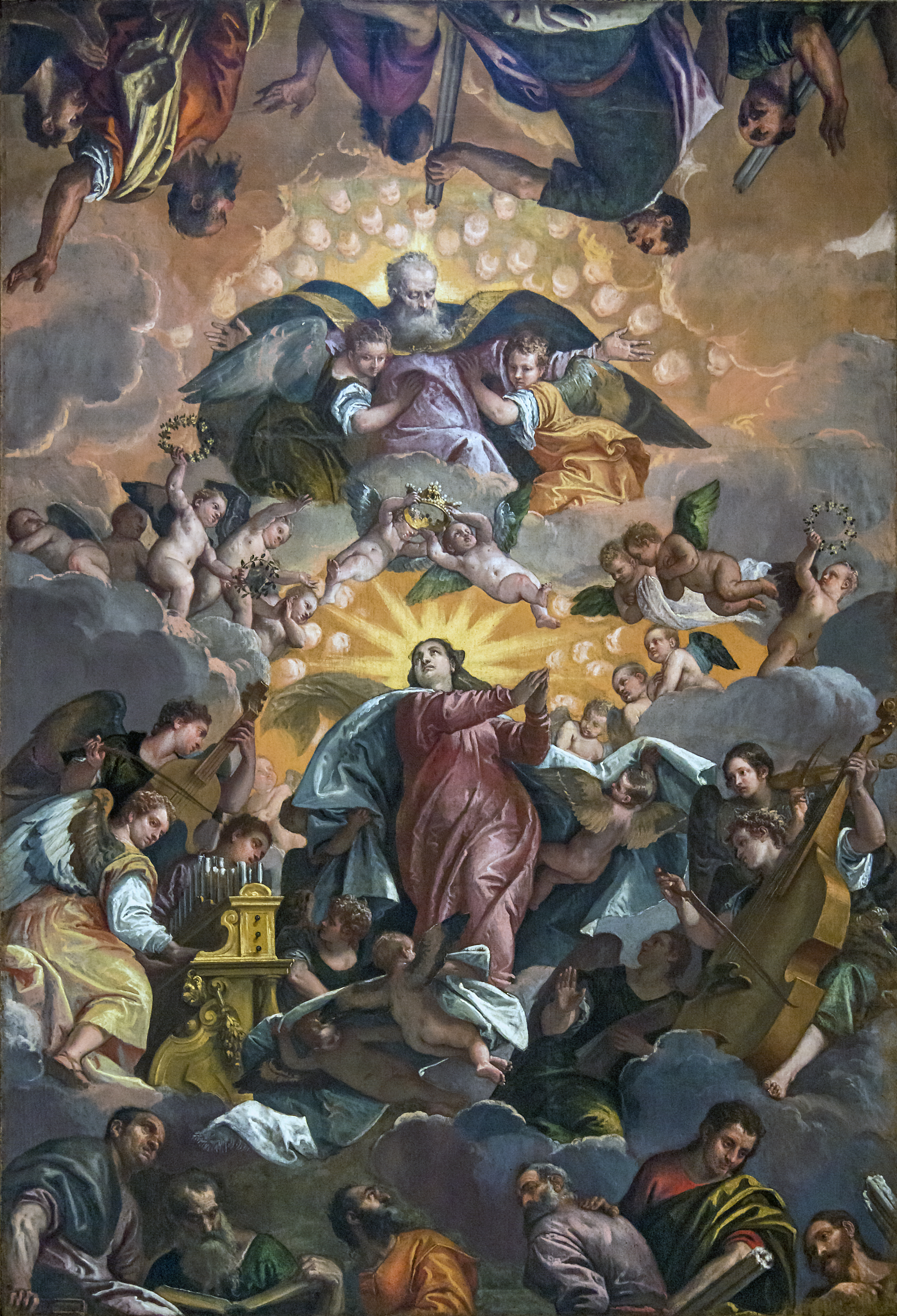
Paolo Veronese, Assunzione della Vergine, 1581-1588, Venezia, Gallerie dell'Accademia.

Le descrizioni classiche della decorazione pittorica partono dagli episodi più antichi, ricordati a partire dagli aggiornamenti di Martinioni al Sansovino del 1663, e cioè il complesso realizzato dal Veronese e dalla sua bottega nel refettorio del convento. Di queste solo la tela centrale del soffitto con l'Assunzione della Vergine vede confermata la prevalente mano di Paolo, grazie al restauro del 1988, mentre le altre due tele del soffitto, 'Annunciazione e la Visitazione, il fregio che le circondava nonché il Convito in casa di Levi, dipinto per la parete di fondo,  sono opera degli eredi – il fratello Benedetto e il figlio Carletto – sebbene evidentemente concepite dal maestro. Oltre a questo complesso il Martinioni citò anche un'Assunzione sul soffitto del presbiterio, opera di Joseph Heintz il Giovane.
Un po' più estesi furono i resoconti successivi. Questi ci segnalano curiosamente solo gli altari sulla sinistra: sul primo altare un Crocifisso che stacca miracolosamente un braccio dalla croce di Girolamo Brusaferro, sul successivo altare di San Giacomo una pala dipinta da Girolamo Pilotti (un allievo Palma il Giovane) senza indicarne più precisamente il tema, e sul terzo una Vergine addolorata con alcuni padri serviti in venerazione di nuovo del Brusaferro; In sagrestia ci ricordano la pala di Domenico Tintoretto con una sacra conversazione della Beata Vergine con i santi Agostino e Filippo Benizi, servita, contemplati da Marsilio di Carrara, seguono alcuni ritratti di padri serviti, la Creazione di Adamo ed Eva di Andrea Vicentino e una Madonna di Antonio Zanchi, questi ultimi dipinti però non citati nella pubblicazione di Zanetti del 1771.

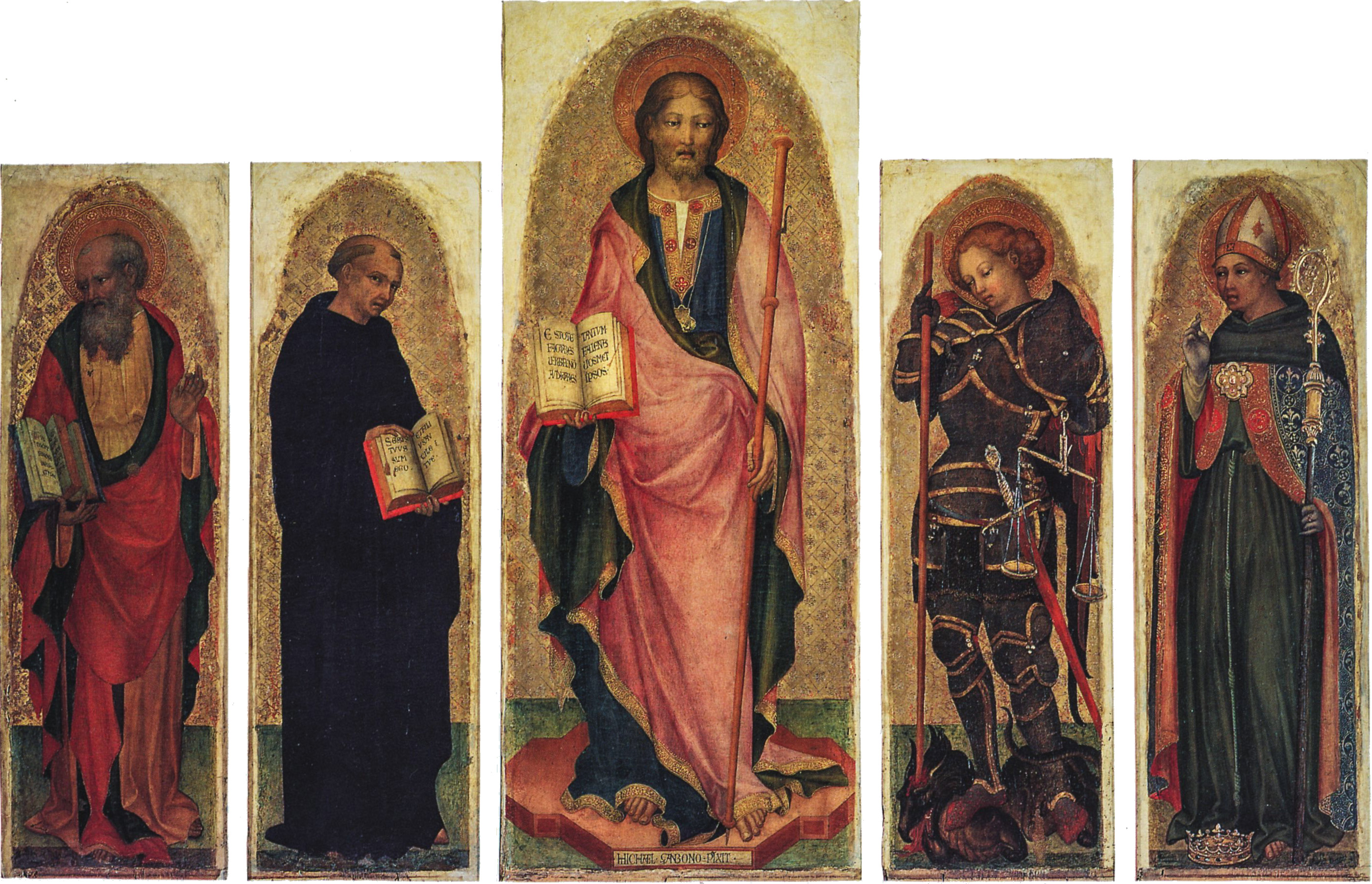
Michele Giambono, Polittico di San Giacomo, 1450 circa, Venezia, Gallerie dell'Accademia.

Oltre alle descrizioni storiche, sempre naturalmente limitate agli spazi per così dire pubblici, sappiamo dai documenti dell'azione di confisca napoleonica – l'inventario del delegato Pietro Edwards e gli atti sulle successive vendite e trasferimenti, anche molto più tardi – che anche un'altra settantina di dipinti erano presenti nelle stanze del convento. Non furono mai ben classificati finirono quasi tutti dispersi. Ci rimangono le notizie di un dipinto raffigurante il Limbo attribuito a Palma il Vecchio, delle portelle d'organo non precisamente attribuite e di un crocefisso dipinto «in campo d'oro […] autore antico", inviato a Leopoli nel 1852.
Un po' più contorta è la vicenda del Polittico di San Giacomo (1450 circa) di Michele Giambono, certamente dipinto per l'antica chiesa, ma giunto alle Gallerie dell'Accademia a seguito della spoliazione della Scuola del Cristo della Giudecca fondata nel 1634.